# Alpestre (papillon)
Rhegmatophila alpina
Pour les articles homonymes, voir Alpestre.
Espèce
L’Alpestre (Rhegmatophila alpina) est un lépidoptère appartenant à la famille des Notodontidae.
- Répartition : sud des Alpes et Espagne.
- Envergure du mâle : de 17 à 18 mm.
- Période de vol : de mai à septembre en deux générations.
- Plantes-hôtes : Salix et Populus.

## Source
- P.C. Rougeot, P. Viette, Guide des papillons nocturnes d'Europe et d'Afrique du Nord, Delachaux et Niestlé, Lausanne 1978).